# Assamiinae
Assamiinae – podrodzina kosarzy z podrzędu Laniatores i rodziny Assamiidae zawierająca około 40 opisanych gatunków.

## Występowanie
Kosarze te występują w Azji od Indii i Sri Lanki po Malezję. Jeden gatunek wykazano z Afryki.

## Systematyka
Podrodzina zawiera około 40 gatunków zgrupowanych w 19 rodzajach:
| Rodzaj: Afroassamia Caporiacco, 1940 - Afroassamia laevipes Caporiacco, 1940 Rodzaj: Anassamia Roewer, 1935 Rodzaj: Assamia Sørensen, 1884 - Assamia aborensis Roewer, 1913 - Assamia bituberculata Thorell, 1889 - Assamia gravelyi Roewer, 1911 - Assamia pectinata Roewer, 1912 - Assamia rufa Roewer, 1927 - Assamia westermanni Sørensen, 1884 Rodzaj: Assamiella Roewer, 1923 - Assamiella marginata (Roewer, 1912) Rodzaj: Assaphalla Martens, 1977 - Assaphalla peralata Martens, 1977 Rodzaj: Dawnabius Roewer, 1935 - Dawnabius pectinatus Rodzaj: Gomezyta Roewer, 1935 - Gomezyta africana Roewer, 1935 Rodzaj: Gudalura Roewer, 1927 - Gudalura biseriata Roewer, 1927 Rodzaj: Metassamia Roewer, 1923 - Metassamia bihemisphaerica - Metassamia bituberculata (Roewer, 1912) - Metassamia furcidens Roewer, 1935 - Metassamia nepalica Martens, 1977 - Metassamia reticulata (Simon, 1887) - Metassamia septemdentata Roewer, 1923 - Metassamia sexdentata (Thorell, 1889) - Metassamia soerensenii (Thorell, 1889) - Metassamia spinifrons (Roewer, 1915) - Metassamia variata Sørensen, 1932 | Rodzaj: Micrassamula Martens, 1977 - Micrassamula thak Martens, 1977 - Micrassamula jumlensis Martens, 1977 Rodzaj: Neassamia Roewer, 1935 - Neassamia siamensis Roewer, 1935 Rodzaj: Nepalsia Martens, 1977 - Nepalsia rhododendron Martens, 1977 - Nepalsia betula Martens, 1977 - Nepalsia picea Martens, 1977 Rodzaj: Nepalsioides Martens, 1977 - Nepalsioides thodunga Martens, 1977 - Nepalsioides angusta Martens, 1977 Rodzaj: Parassamia Roewer, 1935 - Parassamia sexdentata Roewer, 1935 - Parassamia albimarginata Roewer, 1940 Rodzaj: Pechota Roewer, 1935 - Pechota marginalis Roewer, 1935 Rodzaj: Popassamia Roewer, 1940 - Popassamia heinrichi Roewer, 1940 Rodzaj: Puria Roewer, 1923 - Puria dorsalis (Roewer, 1914) Rodzaj: Tavoybia Roewer, 1935 - Tavoybia quadrispina Roewer, 1935 Rodzaj: Umtaliella Lawrence, 1934 - Umtaliella rhodesiensis Lawrence, 1934 |